# Pseudoboodon
Pseudoboodon är ett släkte av ormar. Pseudoboodon ingår i familjen Lamprophiidae.
Vuxna exemplar är med en längd mellan 75 och 150 cm eller lite kortare små till medelstora ormar. De förekommer i det etiopiska höglandet. Enligt ett fåtal studier är arterna nära släkt med medlemmarna av släktet Lamprophis. Honor lägger ägg.
Arter enligt Catalogue of Life och The Reptile Database:
- Pseudoboodon boehmei
- Pseudoboodon gascae
- Pseudoboodon lemniscatus
- Pseudoboodon sandfordorum